# 防府バイパス
防府バイパス（ほうふバイパス）は、山口県防府市富海から同市佐野に到る国道2号のバイパス道路。

## 概要
かつて国道2号は防府の市街地を東西に貫いており、通過交通と防府市街地内の交通が輻輳し、慢性的な渋滞が起こっていた。一方、特に防府駅周辺では市街地化が進展し、現道の拡幅には多大な費用を要することが予想された。この解消策として、防府市街地の北側を迂回する形でバイパスが計画され、整備された。
整備された時期に山陽自動車道の建設が行われていたこともあり、防府市牟礼から防府市佐野の間は山陽自動車道と平行して整備され、山陽自動車道の両側にバイパス道路の上下線が通る構造となっている。
なお、旧道は山口県道54号防府停車場線、山口県道58号防府環状線、山口県道187号高井大道停車場線および防府市道となっている。

### 路線データ
- 指定年月日 - 1982年（昭和57年）4月10日
- 起点 - 山口県防府市富海野寄1927番4（山口県道58号防府環状線交点、国道2号現道と接続）
- 終点 - 山口県防府市高井宗吉311番（山口県道187号高井大道停車場線交点、国道2号現道と接続）
- 延長 - 9.6 km
- 規格 - 第3種第1級
- 設計速度 - 80 km/h
- 幅員 - 29 m
- 車線数 - 4車線（一部を除いて暫定2車線で供用）
- 最小曲線半径 - 500 m
- 最急縦断勾配 - 3.5 %

## 歴史
- 1971年（昭和46年）4月：事業化。
- 1974年（昭和49年）
  - 4月：事業用地取得に着手。
  - 8月：道路本体工事に着手。
- 1976年（昭和51年）3月：防府大橋が完成。
- 1982年（昭和57年）4月10日：防府市富海 - 防府市右田間が暫定2車線で開通。
- 1988年（昭和63年）11月22日：暫定2車線で全線開通。

## 路線状況
1988年（昭和63年）11月22日全線開通。途中に3本のトンネル（防府第1/第2/第3トンネル）が存在することもあり、山陽自動車道の防府東IC・防府西ICの前後と終点付近の一部を除いて暫定2車線で整備されている（いずれも4車線用の用地は確保されている）。

### 道路施設
- 防府大橋（佐波川）
- 防府第1トンネル
- 防府第2トンネル
- 防府第3トンネル（天神山）

### 車線・最高速度
| 区間                        | 車線 上下線=上り線+下り線 | 最高速度 |
| --------------------------- | ------------------------- | -------- |
| 防府市富海野寄 - 塚原交差点 | 2=1+1（暫定2車線）        | 60 km/h  |
| 塚原交差点 - 防府西IC付近   | 4=2+2                     | 60 km/h  |
| 防府西IC付近 - 佐野交差点   | 2=1+1（暫定2車線）        | 60 km/h  |

## 地理

### 通過する自治体
- 山口県
  - 防府市

### 交差する道路
- 上側が起点側、下側が終点側。左側が上り側、右側が下り側。
- 交差する道路の特記がないものは市道。

| 交差する道路                 | 交差する道路              | 交差点       | 大阪から (km) |
| ---------------------------- | ------------------------- | ------------ | ------------- |
| 国道2号 広島・岩国・周南方面 |                           |              |               |
| 県道58号防府環状線           | 県道58号防府環状線        |              | 450.3         |
|                              |                           | 大平山       | 453.9         |
|                              |                           | 農業大学入口 | 454.6         |
| 県道24号防府徳地線           | 県道24号防府徳地線        | 塚原         | 458.6         |
| E2 山陽自動車道 防府東IC     | E2 山陽自動車道 防府東IC  |              | 459.0         |
| 国道262号 山口方面           | 県道54号防府停車場線      | 沖高井       | 459.6         |
| E2 山陽自動車道 防府西IC     | E2 山陽自動車道 防府西IC  |              | 461.2         |
|                              | 県道190号中ノ関港線       | 玉祖神社入口 | 462.2         |
|                              | 県道187号高井大道停車場線 | 佐野         | 464.0         |
| 国道2号 北九州・下関方面     |                           |              |               |

### 沿線の施設
- 大平山
- 佐波川
- 富海海水浴場
- 防府市役所右田出張所
- 防府市立牟礼中学校
- 防府市立右田小学校
- 防府市立右田中学校
- 防府高井郵便局
- 農業大学校
- 山口県農林総合技術センター農業研修部（山口県立農業大学校）
- 日本果実工業防府工場
- 山陽自動車道
- 山陽新幹線
- 山陽本線富海駅